# Brian T. Delaney
Pour les articles homonymes, voir Delaney.
Brian Thomas Delaney est un acteur et producteur américain né le 17 novembre, 1976 à Philadelphie, Pennsylvanie (États-Unis).

## Ludographie
- 2015 : Fallout 4 : l'Unique Survivant